# Euclymene luderitziana
Euclymene luderitziana är en ringmaskart som beskrevs av Augener 1918. Euclymene luderitziana ingår i släktet Euclymene och familjen Maldanidae. Inga underarter finns listade i Catalogue of Life.